# Ужур
Ужур (рус. Ужур) град је у Русији у Краснојарском крају.

## Становништво
| 1939.  | 1959.  | 1970.  | 1979.  | 1989.  | 2002.  | 2010.  |
| ------ | ------ | ------ | ------ | ------ | ------ | ------ |
| 14,114 | 23.511 | 24.533 | 28.604 | 28.376 | 17.252 | 16.093 |